# Dirka po Italiji 1978
Dirka po Italiji 1978 (italijansko Giro d'Italia 1978) je 61. izvedba dirke po Italiji, tritedenske moške cestne kolesarske etapne dirke. Začela se je 7. maja v Saint-Vincentu in končala 28. maja v Milanu. Sodelovalo je 130 kolesarjev iz 13-ih ekip. Rožnato majico je prvič osvojil Johan De Muynck (Bianchi–Faema), drugo mesto Gianbattista Baronchelli (Scic–Bottecchia), tretje pa Francesco Moser (Sanson–Campagnolo). Vijolično majico je osvojil Francesco Moser, zeleno majico Ueli Sutter (Zonca–Santini), belo majico pa Roberto Visentini (Vibor).

## Ekipe
- Bianchi–Faema
- Fiorella–Mocassini–Citroën
- Gis Gelati
- IJsboerke–Gios
- Intercontinentale Assicurazioni
- Magniflex–Torpado
- Mecap–Selle Italia
- Sanson–Campagnolo
- Scic–Bottecchia
- Selle Royal–Inoxpran
- Teka
- Vibor
- Zonca–Santini

## Etape
| Etapa | Datum   | Štart/Cilj                  | Razdalja    | Tip         | Tip                  | Zmagovalec                     |             |
| ----- | ------- | --------------------------- | ----------- | ----------- | -------------------- | ------------------------------ | ----------- |
| P     | 7. maj  | Saint-Vincent               | 2 km        |             | posamični kronometer | Dietrich Thurau (GER)          |             |
| 1     | 8. maj  | Saint-Vincent – Novi Ligure | 175 km      |             | ravninska etapa      | Rik Van Linden (BEL)           |             |
| 2     | 9. maj  | Novi Ligure – La Spezia     | 195 km      |             | gorska etapa         | Giuseppe Saronni (ITA)         |             |
| 3     | 10. maj | La Spezia – Càscina         | 183 km      |             | gorska etapa         | Johan De Muynck (BEL)          |             |
| 4     | 11. maj | Larciano – Pistoia          | 25 km       |             | posamični kronometer | Dietrich Thurau (GER)          |             |
| 5     | 12. maj | Prato – Cattolica           | 200 km      |             | gorska etapa         | Rik Van Linden (BEL)           |             |
| 6     | 13. maj | Cattolica – Silvi Marina    | 218 km      |             | ravninska etapa      | Rik Van Linden (BEL)           |             |
| 7     | 14. maj | Silvi Marina – Benevento    | 242 km      |             | gorska etapa         | Giuseppe Saronni (ITA)         |             |
| 8     | 15. maj | Benevento – Ravello         | 175 km      |             | gorska etapa         | Giuseppe Saronni (ITA)         |             |
| 9     | 16. maj | Amalfi – Latina             | 248 km      |             | ravninska etapa      | Enrico Paolini (ITA)           |             |
| 10    | 17. maj | Latina – Lago di Piediluco  | 220 km      |             | gorska etapa         | Giuseppe Martinelli (ITA)      |             |
| 11a   | 18. maj | Terni – Assisi              | 74 km       |             | ravninska etapa      | Bruno Zanoni (ITA)             |             |
| 11b   | 18. maj | Assisi – Siena              | 145 km      |             | ravninska etapa      | Francesco Moser (ITA)          |             |
| 12    | 19. maj | Poggibonsi – Monte Trebbio  | 204 km      |             | gorska etapa         | Giancarlo Bellini (ITA)        |             |
| 13    | 20. maj | Modigliana – Padova         | 183 km      |             | ravninska etapa      | Francesco Moser (ITA)          |             |
| 14    | 21. maj | Benetke – Benetke           | 12 km       |             | posamični kronometer | Francesco Moser (ITA)          |             |
|       | 22. maj | dan počitka                 | dan počitka | dan počitka | dan počitka          | dan počitka                    | dan počitka |
| 15    | 23. maj | Treviso – Canazei           | 234 km      |             | gorska etapa         | Gianbattista Baronchelli (ITA) |             |
| 16    | 24. maj | Mazzin – Cavalese           | 48 km       |             | posamični kronometer | Francesco Moser (ITA)          |             |
| 17    | 25. maj | Cavalese – Monte Bondone    | 205 km      |             | gorska etapa         | Wladimiro Panizza (ITA)        |             |
| 18    | 26. maj | Mezzolombardo – Sarezzo     | 245 km      |             | gorska etapa         | Giuseppe Perletto (ITA)        |             |
| 19    | 27. maj | Brescia – Inverigo          | 175 km      |             | gorska etapa         | Vittorio Algeri (ITA)          |             |
| 20    | 28. maj | Inverigo – Milano           | 220 km      |             | ravninska etapa      | Pierino Gavazzi (ITA)          |             |
|       | Skupaj  | Skupaj                      | 3610 km     | 3610 km     | 3610 km              | 3610 km                        | 3610 km     |

## Razvrstitev po klasifikacijah
| Etapa  | Zmagovalec               | Rožnata majica · | Vijolična majica · | Zelena majica · | Bela majica ·     | Ekipno         |
| ------ | ------------------------ | ---------------- | ------------------ | --------------- | ----------------- | -------------- |
| P      | Dietrich Thurau          | brez             | brez               | brez            | brez              | brez           |
| 1      | Rik Van Linden           | Rik Van Linden   | Rik Van Linden     | ?               | ?                 | ?              |
| 2      | Giuseppe Saronni         | Rik Van Linden   | Rik Van Linden     | ?               | ?                 | ?              |
| 3      | Johan De Muynck          | Johan De Muynck  | Rik Van Linden     | ?               | ?                 | ?              |
| 4      | Dietrich Thurau          | Johan De Muynck  | Giuseppe Saronni   | ?               | ?                 | ?              |
| 5      | Rik Van Linden           | Johan De Muynck  | Francesco Moser    | ?               | ?                 | ?              |
| 6      | Rik Van Linden           | Johan De Muynck  | Rik Van Linden     | ?               | ?                 | ?              |
| 7      | Giuseppe Saronni         | Johan De Muynck  | Roger De Vlaeminck | ?               | ?                 | ?              |
| 8      | Giuseppe Saronni         | Johan De Muynck  | Giuseppe Saronni   | ?               | ?                 | ?              |
| 9      | Enrico Paolini           | Johan De Muynck  | Roger De Vlaeminck | ?               | ?                 | ?              |
| 10     | Giuseppe Martinelli      | Johan De Muynck  | Giuseppe Saronni   | ?               | ?                 | ?              |
| 11a    | Bruno Zanoni             | Johan De Muynck  | Giuseppe Saronni   | ?               | ?                 | ?              |
| 11b    | Francesco Moser          | Johan De Muynck  | Roger De Vlaeminck | ?               | ?                 | ?              |
| 12     | Giancarlo Bellini        | Johan De Muynck  | Francesco Moser    | ?               | ?                 | ?              |
| 13     | Francesco Moser          | Johan De Muynck  | Francesco Moser    | ?               | ?                 | ?              |
| 14     | Francesco Moser          | Johan De Muynck  | Francesco Moser    | ?               | ?                 | ?              |
| 15     | Gianbattista Baronchelli | Johan De Muynck  | Francesco Moser    | ?               | ?                 | ?              |
| 16     | Francesco Moser          | Johan De Muynck  | Francesco Moser    | ?               | ?                 | ?              |
| 17     | Wladimiro Panizza        | Johan De Muynck  | Francesco Moser    | Ueli Sutter     | ?                 | ?              |
| 18     | Giuseppe Perletto        | Johan De Muynck  | Francesco Moser    | Ueli Sutter     | ?                 | ?              |
| 19     | Vittorio Algeri          | Johan De Muynck  | Francesco Moser    | Ueli Sutter     | ?                 | ?              |
| 20     | Pierino Gavazzi          | Johan De Muynck  | Francesco Moser    | Ueli Sutter     | Roberto Visentini | Bianchi–Faema  |
| Skupaj | Skupaj                   | Johan De Muynck  | Francesco Moser    | Ueli Sutter     | Roberto Visentini | 'Bianchi–Faema |

## Končna razvrstitev
| Legenda | Legenda                                    | Legenda | Legenda                                   |
| ------- | ------------------------------------------ | ------- | ----------------------------------------- |
|         | Predstavlja vodilnega v skupnem seštevku   |         | Predstavlja vodilnega po točkah           |
|         | Predstavlja vodilnega v gorski razvrstitvi |         | Predstavlja najboljšega mladega kolesarja |

### Rožnata majica
| Poz. | Kolesar                        | Ekipa                      | Čas          |
| ---- | ------------------------------ | -------------------------- | ------------ |
| 1    | Johan De Muynck (BEL)          | Bianchi–Faema              | 101h 31' 22" |
| 2    | Gianbattista Baronchelli (ITA) | Scic–Bottecchia            | + 59"        |
| 3    | Francesco Moser (ITA)          | Sanson–Campagnolo          | + 2' 19"     |
| 4    | Wladimiro Panizza (ITA)        | Vibor                      | + 7' 57"     |
| 5    | Giuseppe Saronni (ITA)         | Scic–Bottecchia            | + 8' 19"     |
| 6    | Ronald De Witte (BEL)          | Sanson–Campagnolo          | + 8' 24"     |
| 7    | Alfio Vandi (ITA)              | Magniflex–Torpado          | + 9' 04"     |
| 8    | Claudio Bortolotto (ITA)       | Sanson–Campagnolo          | + 9' 25"     |
| 9    | Bernt Johansson (SWE)          | Fiorella–Mocassini–Citroën | + 12' 36"    |
| 10   | Ueli Sutter (SUI)              | Zonca–Santini              | + 12' 38"    |

### Vijolična majica
| Poz. | Kolesar                        | Ekipa             | Točke |
| ---- | ------------------------------ | ----------------- | ----- |
| 1    | Francesco Moser (ITA)          | Sanson–Campagnolo | 275   |
| 2    | Giuseppe Saronni (ITA)         | Scic–Bottecchia   | 274   |
| 3    | Gianbattista Baronchelli (ITA) | Scic–Bottecchia   | 260   |
| 4    | Pierino Gavazzi (ITA)          | Zonca–Santini     | 130   |
| 5    | Johan De Muynck (BEL)          | Bianchi–Faema     | 118   |

### Zelena majica
| Poz. | Kolesar                        | Ekipa             | Točke |
| ---- | ------------------------------ | ----------------- | ----- |
| 1    | Ueli Sutter (SUI)              | Zonca–Santini     | 830   |
| 2    | Gianbattista Baronchelli (ITA) | Scic–Bottecchia   | 520   |
| 3    | Claudio Bortolotto (ITA)       | Sanson–Campagnolo | 345   |
| 4    | Pedro Torres (ESP)             | Teka              | 345   |
| 5    | Johan De Muynck (BEL)          | Bianchi–Faema     | 290   |

### Bela majica
| Poz. | Kolesar                   | Ekipa                           | Čas          |
| ---- | ------------------------- | ------------------------------- | ------------ |
| 1    | Roberto Visentini (ITA)   | Vibor                           | 101h 50' 17" |
| 2    | Giancarlo Casiraghi (ITA) | Intercontinentale Assicurazioni | + 41' 33"    |
| 3    | Ennio Vanotti (ITA)       | Zonca–Santini                   | + 54' 39"    |
| 4    | Claudio Corti (ITA)       | Zonca–Santini                   | + 1h 05' 20" |
| 5    | Vincenzo De Caro (ITA)    | Mecap–Selle Italia              | + 1h 19' 15" |

### Campionato delle Regioni
| Poz. | Kolesar                   | Ekipa                           | Točke |
| ---- | ------------------------- | ------------------------------- | ----- |
| 1    | Fiorenzo Favero (ITA)     | Intercontinentale Assicurazioni | 38    |
| 2    | Alessio Antonini (ITA)    | Selle Royal–Inoxpran            | 27    |
| 3    | Giuseppe Martinelli (ITA) | Magniflex–Torpado               | 19    |
| 4    | Giuseppe Saronni (ITA)    | Scic–Bottecchia                 | 17    |
| 5    | Giancarlo Tartoni (ITA)   | Magniflex–Torpado               | 13    |

### Traguardi Fiat Ritmo
| Poz. | Kolesar                  | Ekipa                           | Točke |
| ---- | ------------------------ | ------------------------------- | ----- |
| 1    | Luciano Rossignoli (ITA) | Fiorella–Mocassini–Citroën      | 37    |
| 2    | Walter Dusi (ITA)        | Intercontinentale Assicurazioni | 16    |
| 3    | Ottavio Crepaldi (ITA)   | Magniflex–Torpado               | 13    |

### Ekipna razvrstitev
| Poz. | Ekipa             | Čas    |
| ---- | ----------------- | ------ |
| 1    | Bianchi–Faema     | 15,540 |
| 2    | Sanson–Campagnolo | 9,420  |
| 3    | Scic–Bottecchia   | 8,107  |